# Lindsay y Melanie
Lindsay Peterson y Melanie Marcus son la pareja de lesbianas de la serie de televisión estadounidense Queer as folk, interpretadas por Thea Gill y Michelle Clunie respectivamente. Están vinculadas al resto de personajes protagonistas, el grupo de amigos gais, por la estrecha amistad existente entre Lindsay y Brian desde su adolescencia.

## Historia de los personajes
Lindsay y Melanie son una pareja estable desde hace 10 años. En el primer episodio Lindsay alumbra a su primer hijo, Gus, fruto de la inseminación artificial con el semen de su mejor amigo, Brian. En cambio Brian no le cae bien a Melanie. Piensa que es un egocéntrico, egoísta e inmaduro. Y no ayudarán a mejorar esta opinión las interferencias de éste en su vida familiar, en especial la oposición a que Gus sea circuncidado según el rito judío y la negativa inicial a renunciar a sus derechos parentales en favor de ella.
Lindsay es una marchante de arte que procede de una acomodada familia WASP que no acepta su condición de lesbiana. Conoció a Brian en la universidad donde tuvieron un breve romance antes de definir sus orientaciones sexuales. Allí se licenció en artes y se dedicaba a pintar. Tras su maternidad se retira del trabajo un año para disfrutar de su hijo gracias al esfuerzo que hace su pareja.
Melanie es abogada y no se menciona gran cosa de su pasado salvo que tuvo una relación de pareja con otra mujer antes de Lindsay. Melanie será la encargada de representar jurídicamente a sus amigos cuando tengan problemas legales, teniendo que defender a Brian, Ted, Emmett y Vic. En la cuarta temporada decide que también quiere ser madre pero debido a su poca afinidad con Brian desecha la idea de que sus hijos sean hermanos de sangre y elige a Michael como padre biológico de su futura hija Jenny Rebecca.
La pareja acoge en su hogar a Justin y Emmett tras sus respectivas rupturas de pareja. Y Lindsay también ayudará a Justin en su carrera como pintor.
La relación entre Lindsay y Melanie sufre varios altibajos a lo largo de la serie, y alternan momentos de pasión y romanticismo, como cuando celebran su boda simbólica, con dos rupturas. Estas son debidas a sendas infidelidades. La primera se produjo cuando Melanie se acostó una noche con otra mujer en un momento en el que se sentía desplazada en su relación por el bebé. La segunda y más grave ruptura se produjo cuando Lindsay tuvo un lío con un hombre, un artista al que admiraba, que provocó que decidieran separarse definitiva y legalmente. Esta separación originó también problemas por la custodia de la niña entre ellas y Michael.
Finalmente se reconcilian, tras la explosión en la discoteca Babylon que les hace ver que no pueden vivir la una sin la otra, y se trasladan a Canadá para que su familia esté en un ambiente menos homofóbico.